# Parc national du Golestan

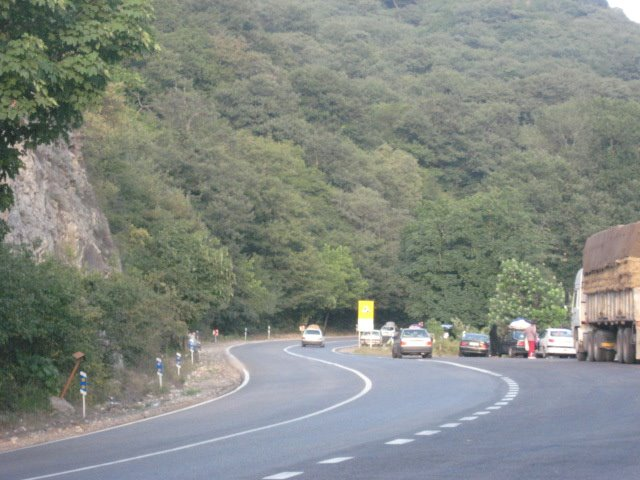
Parc National du Golestan, vu depuis la Route 22

Le parc national du Golestan (en persan : پارک ملی گلستان) est un parc national du nord de l'Iran, partagé entre les provinces du Golestan, du Khorassan et du Semnan. Autrefois connu sous le nom de parc Mohammad Reza Chah, c'est la première réserve nationale du pays.

## Géographie
Le parc se situe à l’est de la chaîne d'Elbourz, dans une région montagneuse entre Gonbad-e Qabus et Bojnourd. Il occupe une surface de 91 895 hectares, voire jusqu'à 155 804 selon les chiffres de l'Unesco et en prenant compte la zone tampon ; et son altitude varie entre 450 mètres, à Tangrâh, et 2411 mètres, au sommet du mont Diurkoji.

## Climat
Situé entre la région sub-humide de la mer Caspienne et la semi-aridité du plateau iranien, le parc connaît une situation contrastée, avec des précipitations comprises entre 150 à 1000 mm par an.

## Faune et flore
Le parc jouit d'une biodiversité remarquable. La faune compte notamment des urials, des ours et des chevreuils. À l'exception des sangliers, la population des ongulés a cependant décru de 68 à 89 % entre les années 1970-1978 et les années 2011-2014 à cause du braconnage, selon une enquête publiée en 2017. Le parc comprend 5 % des forêts d'Iran et au moins 1362 espèces végétales y sont répertoriées. L'aire forestière occidentale, typique du massif hyrcanien, abrite de nombreux feuillus, dont des espèces relictes, comme des chênes et des érables, tandis que la zone steppique orientale comprend surtout des arbustes à feuilles persistantes, comme le genévrier et l’armoise,.

## Protection patrimoniale
La première loi de protection de la nature en Iran, qui date de 1956, délimite des régions protégées et restreint la pratique de la chasse. Déjà protégée par ce statut en 1957, la région bénéficie de la loi de 1967 sur les espaces protégés renforçant la préservation des écosystèmes et devient le premier parc national du pays. L'Unesco reconnaît le parc comme une réserve de biosphère en 1976. La zone centrale est inhabitée, à l'exception des employés du parc. Elle est également traversée par une partie de la muraille de Gorgan.